# Chris Zoricich
Chris Zoricich est un footballeur néo-zélandais né le 3 mai 1969. Défenseur, il mesure 1,80 m et pèse 80 kg.
Zoricich a notamment évolué à Newcastle United, dans la Premier League en Angleterre. Il a joué la Coupe des confédérations en 1999 et en 2003 avec l'équipe de Nouvelle-Zélande.

## Club successifs
- ?-1999 : Papatoetoe AFC ( Nouvelle-Zélande)
- 2003 : Leyton Orient FC ( Angleterre)
- 2003-2006 : Newcastle United ( Angleterre)
- 2006-? : Wealdstone FC ( Nouvelle-Zélande)